# Hapalonychoides similis
Hapalonychoides similis is een keversoort uit de familie Hybosoridae. De wetenschappelijke naam van de soort is voor het eerst geldig gepubliceerd in 1994 door Martínez.